# بای خاتون دمشقی
بای خاتون بنت علی دمشقی (۱۳۷۳–۱۴۶۰م) بانوی محدث شامی در سدهٔ نهم هجری بود. از «ابوبکر مزی»، «کمال بن نحاس»، «شهاب ماکسینی» و «عایشه قوالیح» و دیگران حدیث فراگرفت. در مصر و شام به تدریس حدیث پرداخت. در نزدیکی دارالطعم دمشق سکنی گزید. سپس به قاهره کوچید و در مرسینه ساکن شد. او را بزرگ قومش و بانویی فاضل در علم حدیث روزگار خود دانسته‌اند.